# حبيبتي والمطر
حبيبتي والمطر هو ألبوم غنائي للفنان العراقي كاظم الساهر من إنتاج شركة روتانا صدر عام 1999. يحتوي الألبوم على تسعة أغاني جميعها من ألحان كاظم الساهر، وصدر فيديو كليب لأغنيتين من الألبوم وهما  (قولي أحبك) و(أكرهها) من إخراج محسن أحمد.

## الفيديو كليب
نشر الفيديو كليب الأول لأغنية «قولي أحبك» في عام 1999 من إخراج محسن أحمد وتم تصوير الكليب بالعاصمة روما في إيطاليا، وتظهر فيه أهم معالم إيطاليا، حيث قام القيصر بتصوير الفيديو في أهم المناطق الحيوية بإيطاليا برفقة 100 فتاة وهنَّ يلبسن فساتين الزفاف وكاظم يقف بينهن ويرقصون معاً. الفيديو لاقى إعجاب الكثيرين وتخطى 28 مليون مشاهدة على يوتيوب. وفي 2018 تم إستضافة كاظم في برنامج «كاربول كاريكي» بالعربي وخلال الحلقة، تم تنظيم حفل زفاف للقيصر بعد انتشار خبر خطوبته من سارة المقني، وكانت الزفّة على طريقة فيديو كليب أغنية «قولي أحبك»، حيث تمت الاستعانة بـ20 فتاة، وهنَّ يلبسن فساتين الزفاف والساهر يقف بينهن.
وفي 1999 نشر الفيديو كليب الثاني لأغنية «أكرهها» من إخراج محسن أحمد وتصوير عاطف المهدي ومونتاج شريف غزت ومساعد التصوير وفنانة المكياج كانا إيطاليين، تم تصوير الكليب في مدينة البندقية في إيطاليا وفريق التصوير كان مصغراً جداً وتم تصوير بكاميرا محمولة على الكتف وذلك لعدم وجود تصريح للتصوير، دامت عملية تعديل الألوان أربعة أيام وتمت بالقاهرة بأحدث المعدات التقنية، أعتمد المخرج التقنية البسيطة في التصوير حيث تم تصوير الكليب على إضاءة الطبيعة وإستغرق التصوير يومين مع كاظم ويوم واحد مع الموديل فاطمة الزهراء بناصر وكان عدد ساعات التصوير 14 ساعة، الفيديو الكليب من إنتاج إيه آر تي والمنتج المنفذ شركة روتانا للصوتيات والمرئيات. فاز الكليب بجائزة أفضل فيديو كليب في مهرجان الأغنية المصورة بالإسكندرية عام 1999.

## قائمة الأغاني
| 1.            | ""التحديات""      | نزار قباني          | كاظم الساهر | د.فتح الله أحمد وإبراهيم الراديو | 8:11  |       |       |       |       |       |       |       |
| 2.            | ""حبيبتي والمطر"" | نزار قباني          | كاظم الساهر | د.فتح الله أحمد وإبراهيم الراديو | 4:54  |       |       |       |       |       |       |       |
| 3.            | ""مشتاق""         | طلال الرشيد         | كاظم الساهر | د.فتح الله أحمد وإبراهيم الراديو | 4:02  |       |       |       |       |       |       |       |
| 4.            | ""هي""            | كريم العراقي        | كاظم الساهر | د.فتح الله أحمد وإبراهيم الراديو | 3:04  |       |       |       |       |       |       |       |
| 5.            | ""أكرهها""        | نزار قباني          | كاظم الساهر | د.فتح الله أحمد وإبراهيم الراديو | 5:44  |       |       |       |       |       |       |       |
| 6.            | ""قولي أحبك""     | نزار قباني          | كاظم الساهر | د.فتح الله أحمد وإبراهيم الراديو | 5:32  |       |       |       |       |       |       |       |
| 7.            | ""ممنوعة أنت""    | نزار قباني          | كاظم الساهر | د.فتح الله أحمد وإبراهيم الراديو | 8:15  |       |       |       |       |       |       |       |
| 8.            | ""تعبت""          | د.مانع سعيد العتيبة | كاظم الساهر | د.فتح الله أحمد وإبراهيم الراديو | 4:43  |       |       |       |       |       |       |       |
| 9.            | ""لست فاتنتي""    | طاهر سلمان          | كاظم الساهر | د.فتح الله أحمد وإبراهيم الراديو | 6:59  |       |       |       |       |       |       |       |
| المدة الكلية: | المدة الكلية:     | المدة الكلية:       | 51:25       | 51:25                            | 51:25 | 51:25 | 51:25 | 51:25 | 51:25 | 51:25 | 51:25 | 51:25 |

## قائمة العاملين على الألبوم
- غناء وتلحين: كاظم الساهر
- التوزيع الموسيقي وقيادة الأوكسترا: د.فتح الله أحمد وإبراهيم الراديو
- الإشراف الموسيقي: كاظم الساهر ود.فتح الله أحمد
- حقوق النشر الصوتية: روتانا
- حقوق النشر: إيمي للموسيقى العربية
- شركة الإنتاج: روتانا
- الناشر: إيمي للموسيقى العربية